# Perence Shiri
Perence Shiri (nascido Bigboy Samson Chikerema em 11 de janeiro de 1955 – 29 de julho de 2020) foi um militar e político do Zimbábue que atuou como Ministro das Terras, Agricultura e Re-assentamento Rural desde o dia 1 de dezembro de 2017 até a sua morte. Foi o comandante da Força Aérea do Zimbabué e membro do Comando de Operações Conjuntas, que exerceu o controlo diário sobre o governo do Zimbábue.
Shiri é primo do ex-presidente Robert Mugabe. Ele chamou-se a ele mesmo de "Jesus Negro", porque de acordo com uma afirmação anónima no documentário da BBC Panorama "O Preço do Silêncio", ele "poderia determinar a sua vida como Jesus Cristo. Ele poderia curar, ressuscitar os mortos, o que fosse. Então ele alegou ser assim porque ele poderia dizer se você vive ou não".
Em 30 de novembro de 2017, Shiri foi nomeado Ministro da Agricultura pelo Presidente Emmerson Mnangagwa. Em 18 de dezembro, ele foi promovido de Marechal do ar para Marechal-chefe do ar após a aposentadoria.

## Ações militares e políticas
De 1983 a 1984, a Quinta Brigada do Zimbábue, sob o comando de Shiri, foi responsável por um reinado de terror em Matabeleland. Durante o massacre, milhares de civis foram mortos e outros milhares foram torturados. Apesar disso, em 1986, Shiri recebeu um lugar no Royal College of Defense Studies, em Londres.
Em 1992, Shiri foi nomeado comandante da Força Aérea do Zimbábue, substituindo o marechal-chefe do ar, Josiah Tungamirai.
Shiri estava no comando das tropas do Zimbábue no início da Segunda Guerra do Congo. Foi Shiri quem decidiu que o contingente do Zimbábue defenderia N'Djili e o seu aeroporto. Esta acção serviu para se manter uma rota aérea para o reabastecimento e reforços, se necessário.
No final dos anos 90 e início dos anos 2000, Shiri foi relatado como tendo organizado invasões agrícolas por veteranos de guerra. Em 2002, em resposta à subsequente escassez de alimentos, Mugabe enviou Shiri para a África do Sul para comprar milho. Este compromisso foi apoiado por uma nota de crédito no equivalente de £ 17 milhões do líder da Líbia, o coronel Gaddafi.
Com o governo de Mugabe enfrentando problemas crescentes, a imprensa do Zimbábue relatou em fevereiro de 2007 que Shiri estava regularmente participando nas reuniões não oficiais do General Solomon Mujuru com outros comandantes militares e alguns líderes políticos. Estas reuniões tinham discutido forçar Mugabe às eleições em 2008 com vista à sua substituição como presidente.
Em 2008, alguns advogados do Zimbábue e políticos da oposição de Mutare afirmaram que Shiri era o principal promotor dos ataques militares a mineiros ilegais nas minas de diamantes no leste do Zimbábue.

### Eleição de 2008
Nos dias que antecederam a eleição presidencial do Zimbábue em 2008, Shiri, juntamente com outros chefes da Defesa do Zimbábue, realizou uma conferência de imprensa na qual declararam que as forças de defesa e segurança haviam sido implantadas em todo o país para manter a ordem. Em uma observação dirigida contra o Movimento para a Mudança Democrática, os chefes de defesa declararam que seria um ato criminoso qualquer um declarar-se o vencedor da eleição. Eles afirmaram que tal declaração só deve ser feita pela Comissão Eleitoral do Zimbábue.

## Sanções contra Shiri
Em 2002, a União Europeia proibiu o marechal Shiri de entrar na UE e em 6 de março de 2003, George W. Bush ordenou o bloqueio de qualquer propriedade de Shiri nos Estados Unidos.

## Tentativa de assassinato
Shiri foi emboscado no dia 13 de dezembro de 2008, enquanto se dirigia para a sua fazenda. Segundo a polícia, ele foi abordado por pessoas desconhecidas que dispararam contra o seu carro. Pensando que um dos seus pneus tinha estourado, ele saiu e foi subsequentemente baleado no braço. Especula-se que a tentativa de assassinato pode ter sido uma resposta aos ataques de Shiri contra os mineiros de diamantes ilegais em 2008 ou por causa do seu papel em Matabeleland nos anos 80.
Em outubro de 2013, o filho de Shiri, Titus Takudzwa Chikerema, morreu aos 21 anos.

## Morte
Morreu no dia 29 de julho de 2020, aos 65 anos, de COVID-19.